# Laila Kinnunen

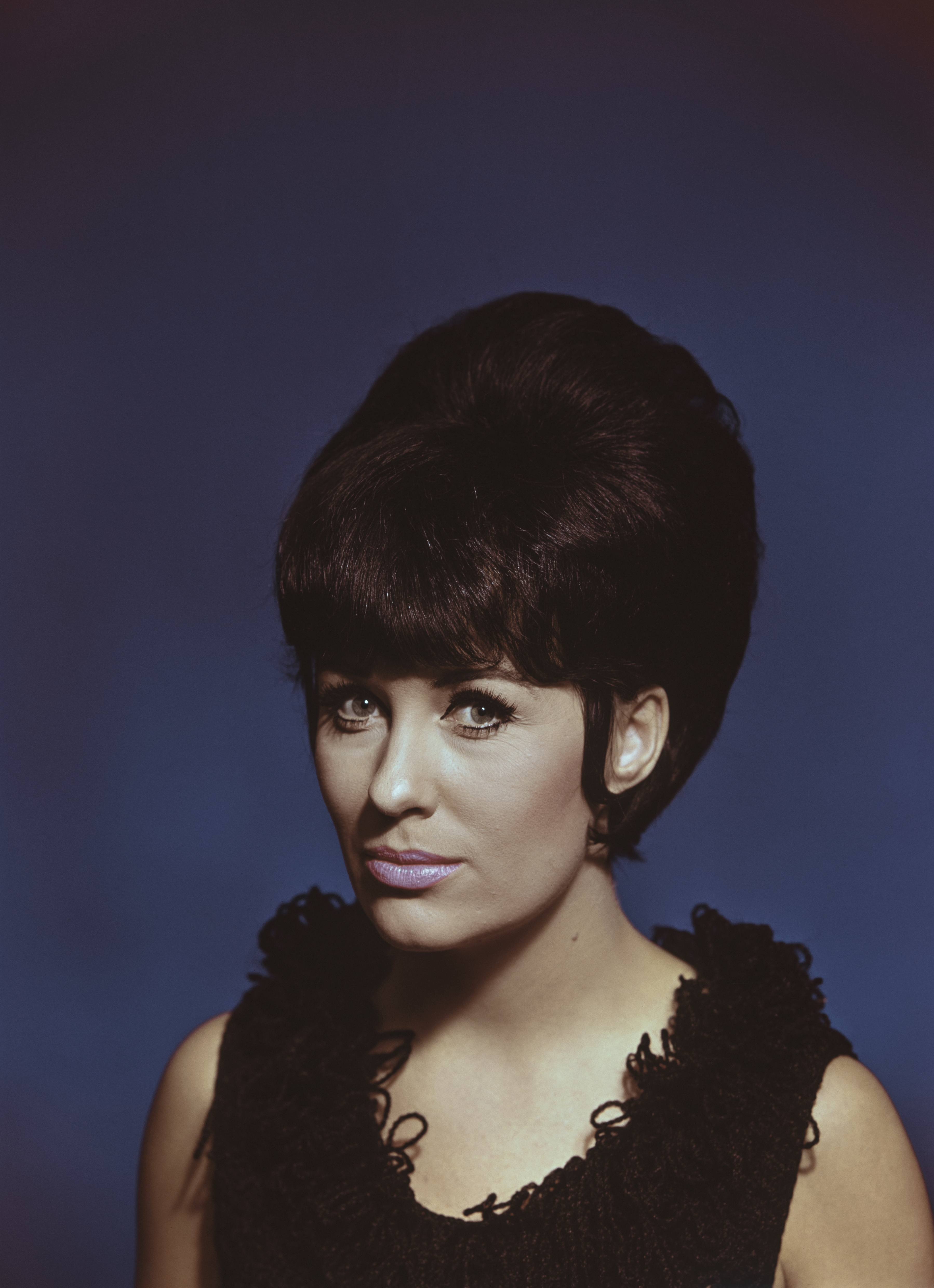
Laila Kinnunen im Jahr 1965

Laila Kinnunen (eigentl.: Laura Annikki Kinnunen, nach 1971 Mišić; * 8. November 1939 in Landgemeinde Helsinki; † 26. Oktober 2000 in Heinävesi) war eine finnische Sängerin. Sie war in den 1950er und 1960er Jahren populär.

## Leben und Wirken
Als Flüchtling des Zweiten Weltkriegs verbrachte sie ihre Kindheit in Schweden, als Zehnjährige konnte sie nach Finnland zurückkehren. Sie gewann 1955 einen Schlagerwettbewerb in Helsinki und wurde kurz darauf Gesangssolistin im Orchester von Lasse Pihlajamaa. Ihre erste Single Lazzarella 1957 war bereits ein Erfolg, dem weitere folgten. In den 1960er Jahren erweiterte sie ihr musikalisches Spektrum und man konnte Bossa Nova, Jazz, Folklore und Musical-Melodien von ihr hören.
Sie war beim Grand Prix Eurovision 1961 in Cannes der erste Teilnehmer für Finnland überhaupt. Mit ihrer Ballade Valoa ikkunassa erreichte sie den zehnten Platz.
Anfang der 1970er Jahre zog sich Laila Kinnunen langsam vom Musikgeschäft zurück. Ein Comebackversuch im Jahr 1980 war nicht erfolgreich. Ihr Album Kaikki kauneimmat wurde im Jahr 2001 in Finnland mit einer Goldenen Schallplatte geehrt.
Die Sängerin Ritva Kinnunen (* 1937) ist ihre Schwester und Milana Mišić (* 1970) ihre Tochter.